# Mathias Kneißl

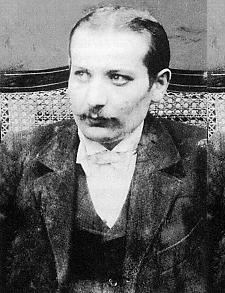
Mathias Kneißl vor seiner Exekution, Anfang 1902

Mathias Kneißl (* 12. Mai 1875 in Unterweikertshofen; † 21. Februar 1902 in Augsburg; genannt Kneißl Hias, Räuber Kneißl oder auch Schachenmüller-Hiasl) war ein bayerischer Räuber. Sein Wirkungskreis lag überwiegend in den Gebieten der Bezirksämter (der späteren Landkreise) Dachau, Aichach und Fürstenfeldbruck. Seine Lebensgeschichte wurde in zahlreichen Büchern, Schriften, Liedern, Filmen und Theaterstücken aufgezeichnet.

## Leben

### Kindheit
Mathias Kneißl war das älteste von fünf Kindern von Matthias (oder Mathias) Kneißl (1837–1892), einem Schreiner, Wagner und Müller, und Therese Kneißl (* 1847), geborene Pascolini. Sein Onkel mütterlicherseits war der in der Gegend bekannte Räuber Johann Pascolini (1831–1871), sein Urgroßvater Peter Pascolini stammte aus Frassenetto, einem Ortsteil von Forni Avoltri im österreichischen Friaul.
Kneißls Eltern bewirtschafteten zunächst ein Gasthaus in Unterweikertshofen, das Krämer Pascolini für seine Kinder erworben hatte. Das Gasthaus wurde zum Treffpunkt von Kriminellen, die mit Gestohlenem oder Gewildertem handelten. Nachdem die Gendarmerie die Aktivitäten mehrfach überprüft hatte, entschlossen sich Kneißls Eltern 1885, die Wirtschaft zu verkaufen, um nach Dachau als Privatiers zu ziehen.
Im Jahre 1886 zog die Familie in die Schachenmühle bei Sulzemoos, südlich des Ortsteiles Altstetten am Steindlbach, die das Ehepaar für 9.800 Mark erwarb. Die Mahlmühle mit kleinem Sägewerk und ein wenig Landwirtschaft lag in einem feuchten und schattigen Waldgrundstück, im Sommer von Mückenschwärmen bevölkert. Im Nebenerwerb widmete sich Kneißl sen. der Anfertigung von Wagner- und Schreinerarbeiten. Für die Zeit bis 1888 berichtete ein Polizist aus Odelzhausen von einem guten Eindruck. Dann fanden sich Besucher in der Mühle ein, die Schweine, Schafe und Diebesgut weiterverkauften, und so wurde aus der Mühle ein „Gasthaus“ und sie geriet aufgrund der dort stattfindenden Hehlerei in die Beobachtung der Polizei.

### Jugend
Zu den Besuchern der Schachenmühle zählten der Händler Johann Schlumbrecht aus Stangheim, der u. a. Munition besorgte, und Josef Schreck aus Hepberg bei Ingolstadt, der in den Diensten des Barons von Schaezler in Sulzemoos stand. In diesem Umfeld lernte der jugendliche Mathias das Schießen und wurde zu ersten kleineren Straftaten verleitet, für die er mehrere kürzere Haftstrafen absaß.
Im März 1891 musste der 15-jährige Kneißl erstmals für drei Tage in Haft. Ihm wurde vorgehalten, als Schulpflichtiger eine Tanzveranstaltung besucht zu haben, denn das Schwänzen der Schule stand unter Strafe. 1884 schrieb ein Lehrer: „Ein äußerst unwilliger und unfolgsamer Knabe, eine Zuchthauspflanze.“ Die Volksschule Sulzemoos schrieb 1889 ins Zeugnis: Anlagen: wenige, Fleiß: sehr faul, Betragen: grob und unanständig. Nach dem Schwänzen der sonntäglichen „Feiertagsschule“, die für Abgänger der Volksschule Pflicht war, kam es zu fünf Gerichtsurteilen zwischen Juli 1891 und Juli 1892.
Im Jahr 1892 warf die väterliche Mühle kaum Gewinn ab und stürzte die Familie Kneißl in Not. So kamen die Eheleute auf die Idee, mit den Söhnen Alois und Mathias in der Wallfahrtskirche Herrgottsruh bei Friedberg das Altarsilber zu stehlen. Schon bald fiel der Verdacht auf die Familie Kneißl. Kurz darauf erwischte man seine Mutter beim Versuch, die gestohlenen Gegenstände zu veräußern. Wegen Hehlerei wurde sie für drei Monate inhaftiert. Ein anschließender Fluchtversuch seines Vaters misslang. Die Polizei verhaftete ihn und brachte ihn in das Gefängnis nach Dachau. Dort verstarb sein Vater kurze Zeit später unter ungeklärten Umständen. Die sechs minderjährigen Jugendlichen und Kinder blieben sich selbst überlassen.

### Erste Raubzüge
Kneißl ging mit seinen Brüdern auf Raubzüge; gelegentlich begleitet von Johann Schlumbrecht und Josef Schreck; sie wilderten, stahlen Obst, Hühner, ein Schaf und Geld. Am 2. November 1892 erschienen zwei Polizisten in der Mühle, dabei schoss der jüngere Bruder Alois dem Polizeistationskommandanten Baltasar Gößwein aus Odelzhausen in den Unterleib; dieser wurde dadurch dienstunfähig und verstarb nach langer Leidenszeit fünfzehn Jahre später an den Folgen; zuvor wurde auch sein Kollege Förtsch durch Streifschüsse verwundet. Das Strafmaß von Alois lag bei 15 Jahren; er verstarb nach vier Jahren im Gefängnis an Tuberkulose. Zuvor war die Schachenmühle zwangsversteigert worden. Der 18-jährige Mathias Kneißl wurde als Tatbeteiligter vom Landgericht München für die Tatbestände Mordversuch, schwerer Raub und Wilderei, am 23. Juni 1893 zu sieben Jahren Haft verurteilt; Schreck erhielt 12 Jahre und Schlumbrecht 2 Jahre.

### Tätigkeit als Schreiner
Im Gefängnis erlernte Kneißl das Schreinerhandwerk. Nach seiner Haftentlassung am 28. Februar 1899 mit 24 Jahren fand er kein Heimatrecht in seiner Heimat und wurde am 18. März 1899 auch aus München ausgewiesen. Im Frühjahr und Sommer 1899 arbeitete er für drei Monate als Schreiner in Nußdorf am Inn bei Schreiner Christoph, einem Bekannten der Familie. Nach einem halben Jahr wurde Kneißl auf stetes Drängen und den Hinweis des Gendarmeriekommandanten Adam Saalfrank, dass Kneißl ein Zuchthäusler sei, von seinem Meister entlassen, da auch seine Kollegen sich weigerten, mit ihm länger zusammenzuarbeiten. Er fand darauf wegen seines schlechten Leumunds keine Anstellung mehr und sah sich in seiner Existenz bedroht. Resozialisierung war damals unbekannt. Er träumte davon, nach Amerika auszuwandern. Das dafür notwendige Geld fehlt ihm allerdings.

### Raubzüge und Verfolgung Herbst 1899 bis März 1901

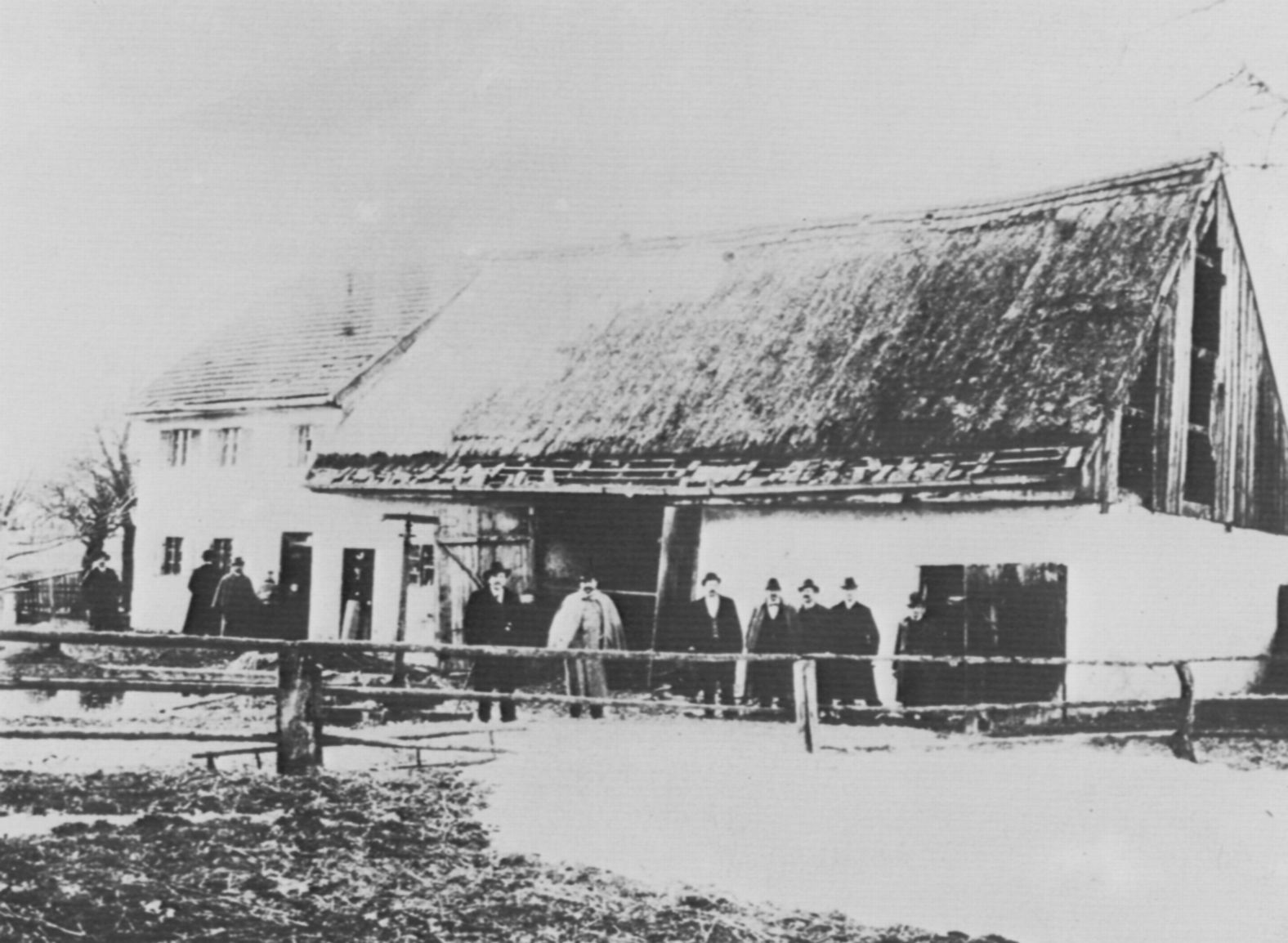
Das beschossene Auermacheranwesen bei Egenhofen kurz nach der Festnahme von Kneißl, 1901

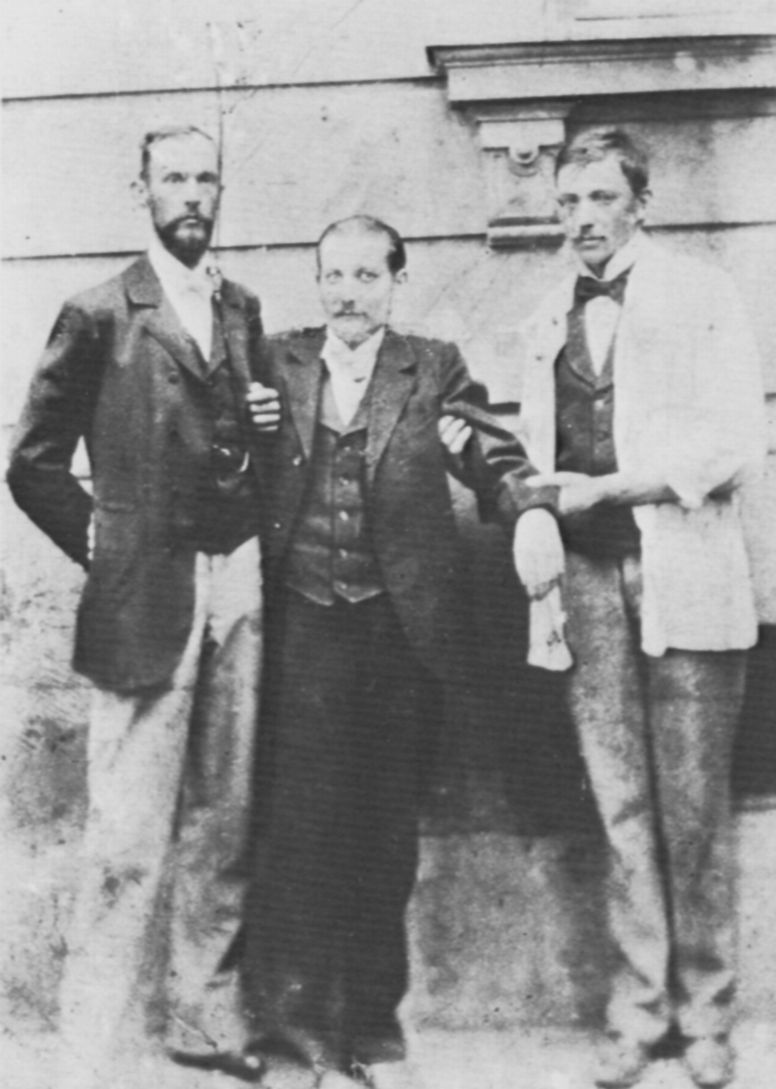
Der schwer verletzte Mathias Kneißl (Mitte) nach der Festnahme mit zwei Krankenpflegern, 1901

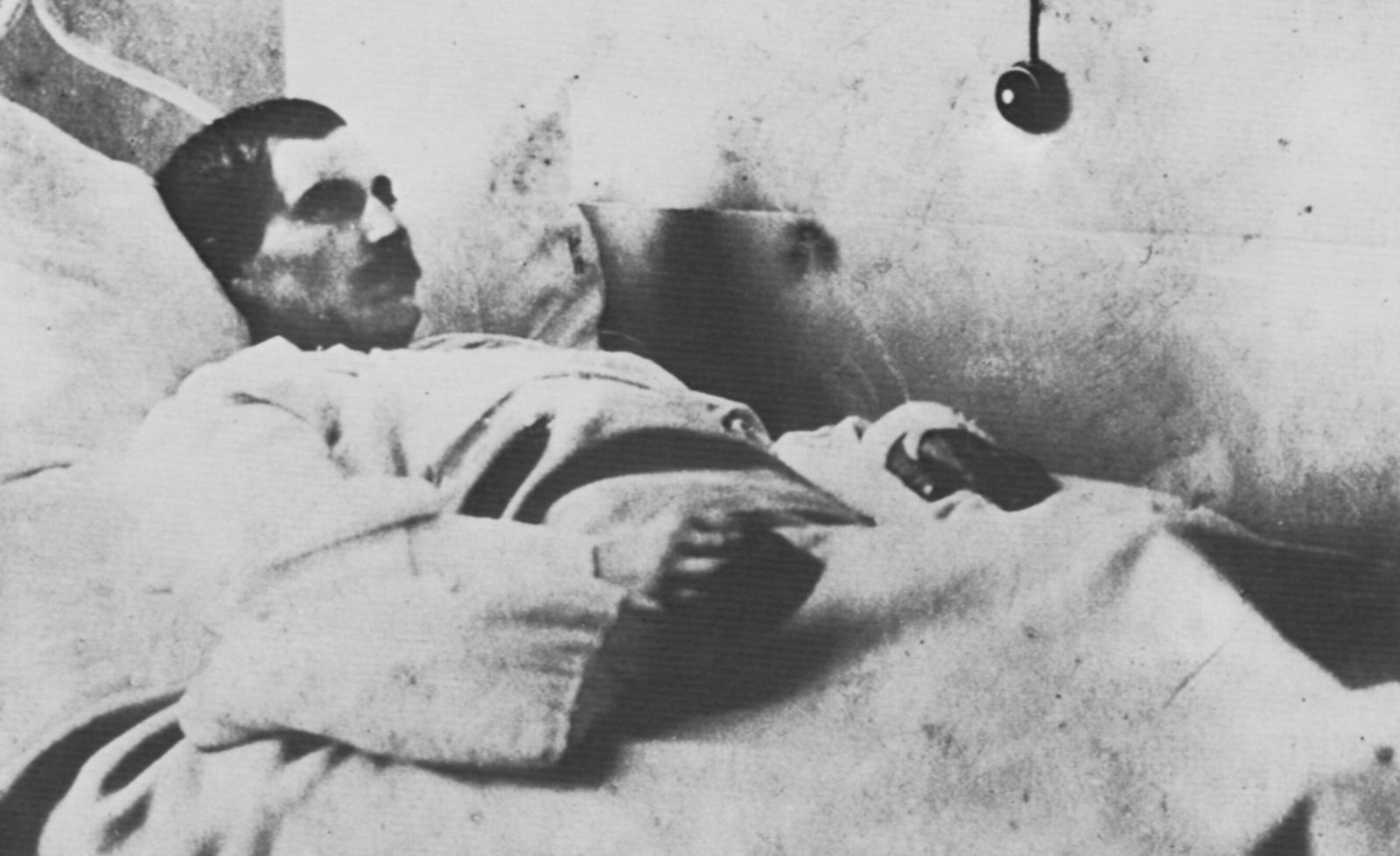
Mathias Kneißl nach seiner Festnahme im Krankenbett, 1901

Ohne Arbeit unternahm Kneißl erneut Einbrüche mit dem Komplizen Hausleitner. Er wurde von der Polizei gesucht und ein Kopfgeld von 400 Mark auf ihn ausgesetzt. Auf einem Fahrrad durchstreifte er die Landschaft zwischen Altomünster und Nannhofen, mit Dolchen, Gewehren und Revolvern ausgerüstet. Nachdem sein Komplize gefasst und in Straubing zu 15 Jahren Haft verurteilt worden war, setzte er seine Raubzüge mit dem Fahrrad alleine fort, wobei er hauptsächlich Einödhöfe aufsuchte. Zu dieser Zeit plante Kneißl mit dem erbeuteten Geld eine Auswanderung in die Vereinigten Staaten, zusammen mit seiner Cousine und Geliebten Mathilde Danner.
Nachdem Kneißl bei einem Raubzug Ende Oktober 1900 in der Hallertau Pfandbriefe im Wert von 2.500 Mark erbeutet hatte, suchte man ihn steckbrieflich.
Bei einem Festnahmeversuch kam es am Spätabend des 30. November 1900 beim Flecklbauern in Irchenbrunn bei Altomünster zu einem Schusswechsel, bei dem die zwei Gendarmen so schwer verletzt wurden, dass sie später starben. Kneißl flüchtete und konnte sich so einer Festnahme entziehen. Der Polizei gelang es in der darauffolgenden Zeit nicht, ihn aufzuspüren. Es wurde sogar ein Kopfgeld über 400 Goldmark ausgesetzt. Er versteckte sich im Dachauer und Aichacher Land und fand vor allem bei ärmeren Menschen Unterschlupf. Zur Legende wurde seine erfolgreiche Flucht aus der von der Polizei umstellten Ortschaft Pischertshofen. Angeblich versteckte er sich dort in einem Odelfass. Der ungewöhnliche Fall und das Entkommen Kneißls fanden Niederschlag in der ausländischen Presse und mehrten die Bekanntheit des Räubers.
Ein Augsburger Untersuchungsrichter erhöhte anschließend die Belohnung auf 1.000 Goldmark. Die Summe war wohl auch deswegen so hoch gewählt, weil die Ordnungsmacht den Räuber bisher nicht hatte dingfest setzen können und die Fahndungen erfolglos blieben. Die damals verhältnismäßig hohe Summe erregte die Gemüter in der Bevölkerung, da weite Kreise der ländlichen Bevölkerung in Armut lebten. Dieser Umstand, aber auch die offensichtliche Erfolglosigkeit polizeilicher Fahndung führten wohl auch zu einer Solidarisierung in der Bevölkerung und zur Verklärung des Räubers. In der Welt des späten 19. Jahrhunderts war die Abneigung gegen Staat und Obrigkeit tief verwurzelt. Die Bevölkerung jener Zeit begegnete Kneißl mit Respekt, da er sich gegen Willkür, Not und Unterdrückung wehrte.
Drei Monate später, am 4. März 1901, wurde Kneißl von der Mutter seiner Freundin Mathilde verraten und im Anwesen Auermacher in Geisenhofen bei Aufkirchen ab 9 Uhr morgens von 70 Polizisten gestellt. Die Truppe wurde eilig verstärkt und am 5. März, nach eintägiger Belagerung, beschossen 150 Mann das Haus, in dem sich der unbewaffnete Kneißl im Dachstuhl verkrochen hatte. Eine Dreiviertelstunde nach Beginn der Beschießung stürmten erste Polizisten in das Wohnhaus. Nach einiger Zeit wurde Kneißl entdeckt, er erlitt einen Steckschuss in den Kopf, zwei Schüsse in den rechten Oberarm, einen Streifschuss am rechten Handgelenk und eine lebensgefährliche Verletzung des Unterleibs. Der Volksmund sprach von der Kneißl-Schlacht von Geisenhofen.
Trotz dieser Verletzungen überstand er die Postzugfahrt nach München, wo er notoperiert werden konnte. Danach saß er monatelang im Rollstuhl. Die Tatsache, dass Kneißl sich so lange dem Zugriff der Polizei entziehen konnte, war dem Umstand geschuldet, dass Bauern ihm immer wieder Zuflucht und Versteck boten. Die Bauern bestach Kneißl oft mit schwarz erlegtem Wild.

### Prozess und Hinrichtung
Vom 14. bis 19. November 1901 fand vor dem Schwurgericht Augsburg der Prozess gegen ihn statt. Kneißl hatte sich wegen zweier Morde, versuchten Totschlags sowie wegen schweren Raubes und räuberischer Erpressung zu verantworten. Bei der Gerichtsverhandlung, die von der Öffentlichkeit mit großer Aufmerksamkeit verfolgt wurde, soll er gesagt haben: „Ich kann kein Unrecht leiden. Ich kann mich nicht beugen, lieber geh’ ich selber zugrunde.“
Kneißl gab alle ihm zur Last gelegten Verbrechen zu, verneinte aber eine Tötungsabsicht gegenüber den beiden von ihm erschossenen Polizisten. Kneißls Verteidiger war der Rechtsanwalt Walter von Pannwitz aus München. Die Geschworenen befanden ihn für schuldig wegen Mordes, vorsätzlicher Körperverletzung mit tödlichem Ausgang, räuberischer Erpressung und schweren Raubes. Der Gerichtshof verurteilte ihn daraufhin auf Antrag des Staatsanwaltes wegen Mordes zum Tode und wegen der anderen Straftaten zu 15 Jahren Zuchthaus sowie zum Verlust der bürgerlichen Ehrenrechte.
Berühmt ist Kneißl für den angeblichen Ausspruch bei der Urteilsverkündung;

„De Woch fangt scho guad o, heit wird i g‘köpft“

Mit diesen Worten kommentierte er laut Legende an einem Montag die Mitteilung des Gefängnisdirektors, dass sein Gnadengesuch vom Prinzregenten Luitpold abgelehnt worden war und er hingerichtet werde – tatsächlich erfuhr Kneißl von seiner bevorstehenden Hinrichtung aber am Mittwoch, dem 19. Februar. Der Vorsitzende, Oberlandesgerichtsrat Anton Rebholz, bat in einem Brief den Prinzregenten Luitpold, das über Kneißl verhängte Todesurteil nicht vollstrecken zu lassen, was Luitpold aber schroff ablehnte. Kneißl wurde am 21. Februar 1902 kurz nach 7 Uhr morgens im Hof des Landgerichtsgefängnisses Augsburg an der Karmelitengasse mit dem 80 Pfund schweren Fallbeil, einer Guillotine, hingerichtet. Zuvor hatte er sich als Henkersmahlzeit sechs Glas Bier bestellt. Sein Scharfrichter war Franz Xaver Reichhart.
Der Prozess wurde von der Bevölkerung genauestens verfolgt und es kam zu dem bekannten Spruch: „In Geisenhofen hams ihn zuagricht, in München hergricht und in Augsburg hingricht.“ Auch kurz: „zuagricht, hergricht, higricht“ kommentierte der Volksmund das Vorgehen der Behörden.

## Rezeption

### Unter Zeitgenossen
Schon zu Lebzeiten wurde Kneißl als Volksheld verehrt; zahlreiche Legenden ranken sich um den Räuber. Das Volk, vor allem die Kleinbauern, sahen in seinem räuberischen Leben ein Aufbegehren gegen die Obrigkeit. Breite Teile der Bevölkerung verhöhnten die Staatsmacht auf Spottpostkarten, in Spottgedichten und in Theaterstücken. Es entstanden Spottgedichte und Lieder. Ein vielstrophiges Kneißl-Lied enthält die Verse:

„Vom Zuchthaus bin i entlassen worn, war wieder a frischer Bua,

i hab aa wieder g’arbat, d’Leit lassn mir koa Ruah,

da Moasta der werd zwunga, muaß mir mei Zeugnis gebn,

und i muaß wieder rutschn ins Vagabundenlebn.“

### Rezeption und künstlerische Umsetzung
Reinhard Hauff inszenierte 1970 den Film Mathias Kneißl mit Hans Brenner in der Titelrolle. Georg Ringsgwandl schrieb eine Kneißl-Ballade. 1980 stellte Oliver Herbrich auf den Hofer Filmtagen seine Kinoversion des Kneißl als chancenloser Volksheld dem Kinopublikum vor. Am Münchner Volkstheater war die Geschichte von Mathias Kneißl in der Regiefassung von Christian Stückl bis zum Mai 2007 zu sehen.
Marcus H. Rosenmüllers Film Räuber Kneißl hatte am 24. Juni 2008 beim 26. Filmfest München Premiere und kam am 21. August 2008 in die deutschen Kinos. Die Hauptrolle spielte Maximilian Brückner, der bereits schon am Münchner Volkstheater von 2004 bis 2007 den Mathias Kneißl spielte. Sein Bruder Florian, der die Rolle von Kneißls Bruder Alois ebenfalls am Münchner Volkstheater gespielt hatte, spielt ihn auch im Film.
Die Legendenbildung um Kneißl ist nicht zuletzt vor dem Hintergrund der Erzählungen um Matthias Klostermayr, den Bayerischen Hiasl, entstanden. Die Journalistin Ulrike Frick bezeichnete Kneißl als „Rebellen und Volkshelden“ sowie als „Voralpen-Robin-Hood“.
In der wenige Kilometer vom Geburtsort Kneißls entfernten Gemeinde Maisach braut die Brauerei Maisach ein Räuber-Kneißl-Bier. Im Bräustüberl der Brauerei gibt es ein Räuber-Kneißl-Museum.
Seit 1991 ist eine Oldtimer-Rallye („Räuber-Kneißl-Classics“) nach ihm benannt. Sie fand z. B. 2014 und 2016 statt.
2018 wurde bekannt, dass die WestAllianz-Arbeitsgruppe „Tourismus und Naherholung“ einen Räuber-Kneißl-Weg anlegen möchte, der die Gemeinden Karlsfeld, Bergkirchen, Maisach, Gröbenzell, Pfaffenhofen a.d. Glonn, Odelzhausen und Sulzemoos verbinden soll. Im Mai 2020 wurde der 110 Kilometer lange Räuber-Kneißl-Radweg eröffnet.

## Medien
- Otto Göttler und Sepp Raith: Aufbegehren führt zu Kopfverlust. Die Lieder aus dem Programm über das Leben und Sterben des Mathias Kneißl. 2004, Audio-CD (LC 07975)
- Verfilmung Mathias Kneißl von Reinhard Hauff im Jahr 1970, mit Hans Brenner, Gustl Bayrhammer, Eva Mattes und Ruth Drexel
- Verfilmung Das stolze und traurige Leben des Mathias Kneißl von Oliver Herbrich im Jahr 1979/80
- Georg Ringsgwandl, Titel Kneißl, Album Staffabruck, 1993
- Schandmaul, Titel Schachermüller-Hiasl, Album LeuchtFeuer, 2016
- Biografische Verfilmung Räuber Kneißl (2008) von Marcus H. Rosenmüller
- Animationskurzfilm Drei Knödel für Kneissl der Hochschule für Film- und Fernsehen Potsdam-Babelsberg & FR-Entertainment (2010)
- Hörspiel Mutter Kneißl Bayerischer Rundfunk 1976, 98 Minuten Stereo von Fritz Meingast. Regisseur Wolf Euba. Mit Elfie Pertramer und Hans Brenner
- Musical: Räuber Kneissl-Revival – Das Musical, Hofspielhaus, München, 2020